# 麻安德
麻安德（Alden E. Matthews，1921年9月10日—2014年10月8日）是美国联合基督教会的牧师，曾在中国和日本担任传教士多年。

## 生平
麻安德1921年出生于芝加哥。1922年，他的父亲麻海如（Harold Shepard Matthews）被美部会差遣至华北宣教，他们一家人便搬到中国定居。麻安德的童年先后在北京、德州、天津和汾阳生活，因此会说一口流利的普通话。
麻安德少年时期就读于华美学校（North China American School，该校为当时在华北地区工作生活的美国人的子女学校）。1937年他回到美国继续求学，先后毕业于格林内尔学院和芝加哥神学院。1944年6月5日，他和大学同学Derrith Jane Lovell结婚。

1947年，麻安德被美部会差遣至中华基督教会闽中协会工作，于是他和他的家人来到福州。起先他在长乐管理教会事务，同时执教于培青中学。1948年他被调入福州西门的福州协和职业中学教授农业工程。1949年他再次调入福州于山下的闽中协会（美部会）总部，担任闽中协会总干事及美国母会公理会的联络秘书。不久后中共占领福建，开始驱逐当地的传教士。但是麻安德坚持留在新中国，试图与新政权合作，继续推进教会工作。但这一切由于他的美国人身份而举步维艰，直到1950年他在福建圣公会会督张光旭的劝告下方决定离开。在离开中国前，麻安德妥善交接了教会管理事宜，将一笔母会的资金留给了中国教会（黄金183两，及美钞、银蕃、港币等折合人民币6万多元，按闽中协会当时的全盘预算可用两年），并将一些无法带走的档案、函件、字据等文件悉数焚毁。在整理美部会档案时，麻安德发现了夏察理教士从1850年至1905年的珍贵的日记，他后来将这些日记带回美国并交给哈佛大学图书馆保管收藏。
1950年12月6日，麻安德一家人离开福州，挥泪送行的人群从福州南门一直追随到闽江渡口。鉴于当时台海局势紧张，麻安德一家人只得坐船至南平，再乘车至上饶，然后通过火车到广州，最后从香港出境。麻安德是最后一批离开福州的传教士之一，在他身后只留下了被软禁在福州协和医院的卫理公会华南会督力宣德。不久后力宣德死去。1951年，三自教会在新政权的胁迫下将麻安德作为美部会头号传教士进行控诉，称之为“美帝国主义分子”，在中国“搜集我军事经济情报，藏匿枪支子弹，烧毁档案等”。
麻安德回到美国后，四处进行巡回演讲，宣传在共产党统治下的中国教会的现状，并确信中国的基督教必不会在共产主义的迫害下消亡。在纽约协和神学院学习一年之后，他于1952年再度被派遣至日本担任宣教士，负责日本基督教团的教育和管理工作。1986年1月17日，他的妻子因癌症病逝于东京。同年，麻安德正式从美国联合基督教会差会（United Church Board for World Ministries，美部会为其前身）退休，但他在日本一直生活到1995年。麻安德离开中国后的几十年一直挂念中国的教会和昔日的同工。1980年代中国大陆开放后，他曾多次回到中国访问，并受丁光训主教的接见。
麻安德的第一个婚姻育有三个女儿。1996年，麻安德和他在日本时相识的Sallie Parks女士结婚，从那以后他们便一直定居在佛罗里达州的棕榈港（Palm Harbor）。2012年6月22日，中央电视台国际频道《走遍中国》节目的专题片《鼓岭往事》对麻安德进行了专访。